# Bacolod-Kalawi
Bacolod-Kalawi (Bayan ng Bacolod-Kalawi) är en kommun i Filippinerna. Kommunen ligger på ön Mindanao, och tillhör provinsen Lanao del Sur. Folkmängden uppgår till 17 761 invånare.

## Barangayer
Bacolod-Kalawi är indelat i 26 barangayer.
| - Ampao - Bagoaingud - Balut - Barua - Buadiawani - Bubong - Dilabayan - Dipatuan - Daramoyod - Gandamato - Gurain - Ilian - Lama | - Liawao - Lumbaca-Ingud - Madanding - Orong - Pindolonan - Poblacion I - Poblacion II - Raya - Rorowan - Sugod - Tambo - Tuka I - Tuka II |